# Eochaid VI Fiadmuine
Eochaid VI Fiadmuine („Łowca”) – legendarny zwierzchni król Irlandii z dynastii Milezjan (linia Eremona) razem z bratem Conaingiem Begeglachem w latach 430-425 p.n.e. Syn Conglala Cosgaracha, wnuka Muiredacha I Bolgracha, zwierzchniego króla Irlandii.
Objął zwierzchni tron irlandzki z bratem w wyniku zabójstwa arcykróla oraz brata przyrodniego z tej samej matki, Eochaida V Uairchesa. Podzielił się z bratem Irlandią, biorąc sobie południową część. Po pięciu latach wspólnych rządów, zginął z ręki Lugaida Laimderga. Ten zemścił się za śmierć swego ojca Eochaida V, następnie, po usunięciu Conainga Begeglacha z północy wyspy, objął całą zwierzchnią władzę nad Irlandią. Ten jednak, według Lebor Gabála Érenn („Księga najazdów Irlandii”), miał zachować władzę, rządząc razem z Lugaidem II Laimdergiem. Eochaid VI miał syna Lugaida, biorącego udział w wojnie w czasie drugiego roku panowania arcykróla Oiliolla (Aililla) II Finna. W towarzystwie ludzi Munsteru, Eochaida, syna tegoż Oiliolla II, Duacha Ladgracha, syna Fiachy Tolgracha oraz innych potomków Eremona, udało mu się wygnać Airgetmara z wyspy.